# Camden Yards Sports Complex

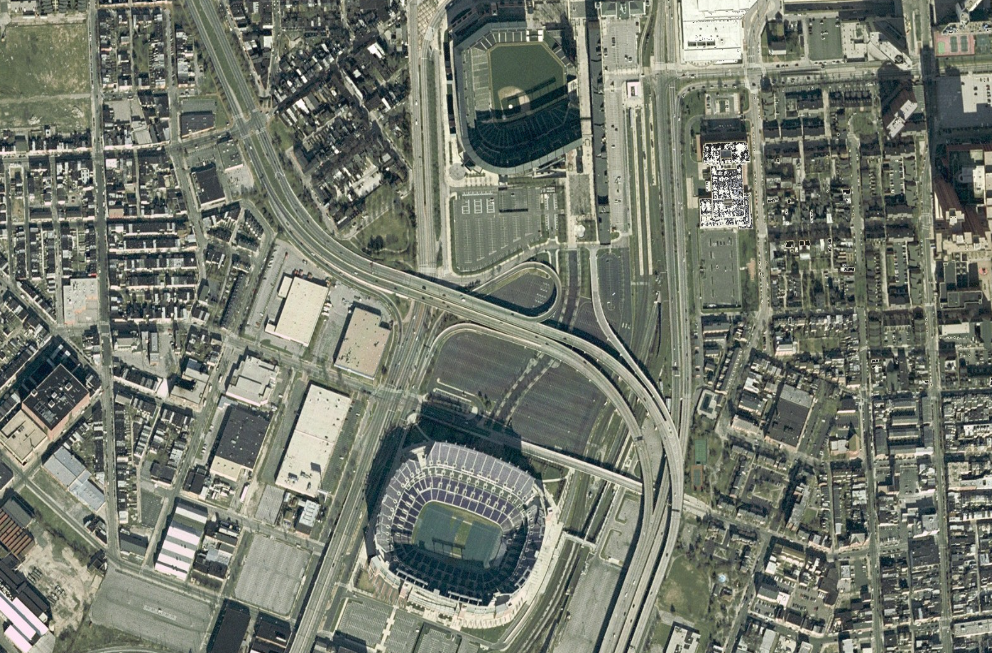
Image satellite du Camden Yards Sports Complex

Le Camden Yards Sports Complex est un complexe sportif situé à Baltimore, dans le Maryland. Le complexe dispose de 2 infrastructures majeures dont un stade de football américain de 70 107 places, le M&T Bank Stadium, construit en 1998, et un stade de baseball de 48 262 places, le Oriole Park at Camden Yards construit en avril 1992. Le complexe inclut des musées de sport, le Sports Legends at Camden Yards et le Babe Ruth Birthplace & Museum. Le Geppi's Entertainment Museum est un musée sur la culture populaire des États-Unis.

## Les locataires

### M&T Bank Stadium
- Baltimore Ravens (NFL)
- Bayhawks de Baltimore (MLL)

### Oriole Park at Camden Yards
- Baltimore Orioles (MLB)